# Esmeralda Bahia
La Esmeralda Bahía es una enorme pizarra negra con nueve esmeraldas incrustadas que sobresalen, es la esmeralda más grande conocida y una de las gemas más grandes jamás descubiertas. Su peso es de aproximadamente 381 kg (840 lbs), contiene un aproximado de 180,000 quilates, y tiene un costo aproximado de 400 millones de dólares, aunque debido a su relativamente baja pureza el valor real de la esmeralda reside en su tamaño y en ser una rareza geológica
Aparte de su gran tamaño y valor, la esmeralda es conocida por la gran cantidad de reclamos de propiedad que existen sobre ella. La esmeralda ha sido reclamada por diez personas, tres empresas y el gobierno de Brasil.

## Historia
La historia de la esmeralda es difícil de precisar debido a la gran cantidad de versiones sobre su posesión y a los periodos de tiempo que permaneció sin un paradero conocido.
La esmeralda fue extraída en 2001 en la región brasileña de Bahía, lugar del que proviene su nombre. Poco después de ser encontrada la esmeralda fue comprada por Tony Thomas, un empresario estadounidense que la adquirió por 60,000 dólares estadounidenses, un precio bajo para el valor de la esmeralda. Poco después de que fuera vendida, y antes de ser trasladada a Estados Unidos, la esmeralda fue reportada como robada. Según afirma Thomas fue un engaño para que la esmeralda pudiera volver a ser vendida a un precio más alto.
La esmeralda pasó varios años sin un paradero o dueño definido. Fue llevada a varias ciudades de Estados Unidos, entre ellas San José, California. En 2005 la esmeralda se encontraba en Nueva Orleans, pero se perdió después del paso del Huracán Katrina, quedando sumergida bajo el agua.